# Raúl Noriega
Raúl Alfredo Noriega Escobar (nacido el 4 de enero de 1970 en Guayaquil, Ecuador) es un exfutbolista ecuatoriano. Jugaba de defensor y su primer club fue el Barcelona Sporting Club de Ecuador.

## Carrera
Noriega hizo su apariciones para la Selección de fútbol de Ecuador entre 1988 hasta 1997. Noriega jugó la mayor parte de su carrera en el Barcelona Sporting Club ingreso a la primera escuela de BSC a los 12 años y lideró la mayor parte como capitán del club hasta su retiro del fútbol a sus 38 años, siendo el único jugador de Barcelona que salió de las inferiores, hasta su retiro.Pero también hizo historia jugó en el  Club Atlético Boca Juniors de Argentina, su foto reposa en el museo del club, como insignia de su valor y aporte, convirtiéndose en el único ecuatoriano que ha jugado en Boca Jr de Argentina hasta la fecha. El Pavo Noriega además dejó una gran marca llevando al primer campeonato al club Morlaco con la banda de capitán como el capitán coraje, ministro de defensa por como defendía su área en Deportivo Cuenca, donde en el año 2004 salió campeón.
El 24 de enero de 2009, Noriega se retiró del fútbol profesional después de un partido amistoso entre el Barcelona de Ecuador y el Millonarios de Colombia. y quedándose en el club Barcelona S.C en la comisión de fútbol, después de un año se convirtió en Director Técnico de la reserva de B.S.C..
Actualmente tiene dos Masterados Internacionales en coaching deportivo y Monitor deportivo de fútbol.

## Selección nacional

### Categorías inferiores

#### Participaciones en Copas del Mundo Juveniles
| Mundial                     | Sede   | Resultado      | PJ | GA | Asis |
| --------------------------- | ------ | -------------- | -- | -- | ---- |
| Copa Mundial Sub-16 de 1987 | Canadá | Fase de grupos | 3  | 0  | 0    |

### Selección absoluta
Ha sido internacional con la Selección de fútbol de Ecuador en 27 ocasiones. En 1995 ganó la Copa de Corea. El 15 de junio de 1993, durante la Copa América que se realizaba en Ecuador, su selección venció por 6-1 a Venezuela. El 19 de septiembre, Ecuador empató 1-1 ante Bolivia.

#### Participaciones enEliminatorias al Mundial
| Eliminatoria                          | Sede                   | Posición               | Resultado              | PJ | GA | Asis |
| ------------------------------------- | ---------------------- | ---------------------- | ---------------------- | -- | -- | ---- |
| Eliminatorias Mundial de USA 1994     | Estados Unidos         | 4°lugar 5pts Grupo B   | Eliminado              | 7  | 2  | 0    |
| Eliminatorias Mundial de Francia 1998 | Francia                | 6°lugar 21pts          | Eliminado              | 2  | 0  | 0    |
| Total en Eliminatorias                | Total en Eliminatorias | Total en Eliminatorias | Total en Eliminatorias | 9  | 2  | 0    |

#### Participaciones enCopas América
| Torneo                 | Sede                   | Resultado              | PJ | GA | Asis |
| ---------------------- | ---------------------- | ---------------------- | -- | -- | ---- |
| Copa América 1993      | Ecuador                | Cuarto lugar           | 6  | 1  | 0    |
| Copa América 1995      | Uruguay                | Fase de grupos         | 1  | 0  | 0    |
| Total en Copas América | Total en Copas América | Total en Copas América | 7  | 1  | 0    |

## Clubes
| Club                 | País      | Año       |
| -------------------- | --------- | --------- |
| Barcelona SC         | Ecuador   | 1987-1993 |
| Boca Juniors         | Argentina | 1993-1994 |
| Barcelona SC         | Ecuador   | 1994-2002 |
| Deportivo Cuenca     | Ecuador   | 2003-2005 |
| Barcelona SC         | Ecuador   | 2006-2007 |
| Universidad Católica | Ecuador   | 2008      |

## Palmarés

### Campeonatos nacionales
| Título                 | Club             | País    | Año  |
| ---------------------- | ---------------- | ------- | ---- |
| Campeonato Ecuatoriano | Barcelona        | Ecuador | 1987 |
| Campeonato Ecuatoriano | Barcelona        | Ecuador | 1989 |
| Campeonato Ecuatoriano | Barcelona        | Ecuador | 1991 |
| Campeonato Ecuatoriano | Barcelona        | Ecuador | 1995 |
| Campeonato Ecuatoriano | Barcelona        | Ecuador | 1997 |
| Campeonato Ecuatoriano | Deportivo Cuenca | Ecuador | 2004 |

### Campeonatos internacionales
| Título                   | Club         | País      | Año  |
| ------------------------ | ------------ | --------- | ---- |
| Copa de Oro Nicolás Leoz | Boca Juniors | Argentina | 1993 |